# Allium sanbornii
Allium sanbornii — вид трав'янистих рослин родини амарилісові (Amaryllidaceae), ендемік США.

## Опис
Цибулини 1–3, яйцеподібні, 1–2.5(3) × 1.2–2 см; зовнішні оболонки темно-червонувато-коричневі; внутрішні — світло-коричневі або білі. Листки стійкі, 30–45 см × 2–4 мм. Зонтик стійкий, прямостійний, компактний, 18–190-квітковий, півсферичні до кулясті, цибулинки невідомі. Квіти дзвінчасті, 5–9 мм; листочки оцвітини прямостійні, від білих до рожевих, з темнішими серединними жилками, неоднакові; зовнішні сегменти від ланцетних до яйцеподібних; внутрішні — від яйцеподібних до широко овальних. Пиляки жовті або пурпурові; пилок жовтий або білий. Насіннєвий покрив тьмяний. 2n = 14. Період цвітіння: червень і липень.

## Поширення
Поширений у Каліфорнії та Орегоні.
Зростає на важкій серпантиновій глині; на висотах 400–1400 метрів

## Підвиди
Виділено 2 підвиди:
- Allium sanbornii var. sanbornii — пн.-зх. Орегон, пн.-цн. Каліфорнія — верхівки листочків оцвітини гострі; пиляки переважно жовті
- Allium sanbornii var. congdonii Jeps. — цн. Каліфорнія — верхівки листочків оцвітини від загострених до довго загострених; пиляки переважно пурпурові